# Manuela Mucke
Manuela Mucke (Wittenberg, Alta Saxónia, 30 de janeiro de 1975) é uma velocista alemã na modalidade de canoagem.

## Carreira
Foi vencedora das medalhas de Ouro em K-4 500 m em Atlanta 1996 e Sydney 2000, junto com as colegas de equipa Birgit Fischer, Anett Schuck e Ramona Portwich.